# كريم خان (تشناران)
كريم‌ خان (بالفارسية: کریم‌خان) هي قرية تقع في قسم بيزكي الريفي (مقاطعة تشناران) في إيران. يقدر عدد سكانها بـ 21 نسمة .